# Stephan Lucien Joseph van Waardenburg

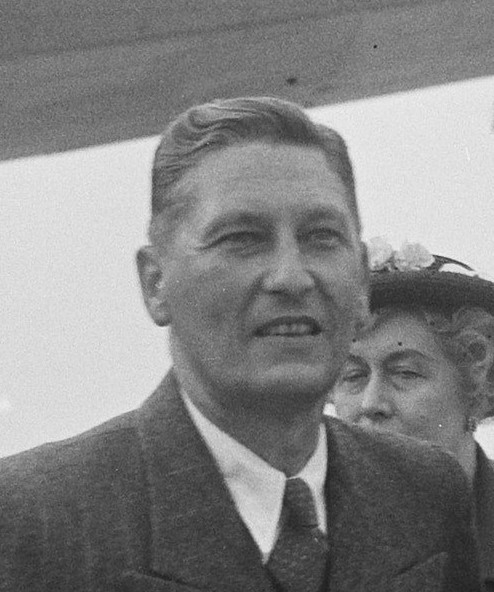
S.J.L. van Waardenburg (1950)

Stephan Lucien Joseph van Waardenburg (Buitenzorg, 21 februari 1900 - Den Haag, 4 april 1975) was gouverneur van Nederlands-Nieuw-Guinea van 1949 tot 1953. 
Van 1921 tot 1941 was hij bestuursambtenaar en onderhoofd te Nederlands-Indië. Tijdens de Tweede Wereldoorlog was hij geïnterneerd in Japanse gevangenkampen. Na de oorlog keerde hij terug als regeringsadviseur en gedelegeerde in Zuid-Sumatra. Op 9 januari 1950 werd hij met terugwerkende kracht per 27 december 1949 benoemd tot gouverneur van Nederlands Nieuw-Guinea. 
Op 1 april 1953 trad hij wegens oververmoeidheid af als gouverneur en ging hij terug naar Den Haag, waar hij woonde tot zijn dood in 1975. 